# Kemerovo (tỉnh)

Cờ tỉnh Kemerovo

Kemerovo Oblast (tiếng Nga: Ке́меровская о́бласть, Kemerovskaya oblast) là một chủ thể liên bang của Nga (một tỉnh), nằm ở phía tây nam Siberia. Diện tích của tỉnh là 95.500 km², có biên giới với Tomsk Oblast về phía bắc, Vùng Krasnoyarsk và Cộng hòa Khakassia về phía đông, Cộng hòa Altai về phía nam, Novosibirsk Oblast và Vùng Altai về phía tây.

## Hành chính

Bản đồ tỉnh Kemerovo

- Kemerovo
- Novokuznetsk
- Belovsky
- Chebulinsky
- Guryevsky
- Izhmorsky
- Kemerovsky
- Krapivinsky
- Leninsk-Kuznetsky
- Mariinsky
- Novokuznetsky
- Prokopyevsky
- Promyshlennovsky
- Tashtagolsky
- Tisulsky
- Topkinsky
- Tyazhinsky
- Yaskinsky
- Yaysky
- Yurginsky